# André Guelfi
André Guelfi (n. 6 mai 1919, El Jadida, Maroc – d. 24 iunie 2016, Malta) a fost un pilot de Formula 1. De-a lungul carierei a luat startul în o singură cursă, dar nu din pole-position. Nu a câștigat nicio cursă și nu a terminat niciodată pe podium, neacumulând niciun punct în întreaga activitate ca pilot de Formula 1.